# 中国城市建设控股集团
中国城市建设控股集团，是一家中华人民共和国的民营城市建设企业。公司经营房地产开发经营、工程施工、装饰装修、道路桥梁、园林绿化工程、管道工程、水利工程、勘察设计等方面的经营权限及建筑材料等进出口经营权。

## 组织
截止2012年6月底，中国城市发展研究院有限公司（中城院）持股98.53%。然而到2016年4月25日公告股权变更时，中城院持有公司股份由100%下降至1%，99%的股份转为惠农投资基金持有，引发集团属性的更变，并引起债权人对于其债务偿还能力（170亿元债券）的担忧。